# Ardisia solanacea
Ardisia solanacea ist eine Pflanzenart aus der Gattung Ardisia in der Unterfamilie der Myrsinengewächse (Myrsinoideae).

## Beschreibung

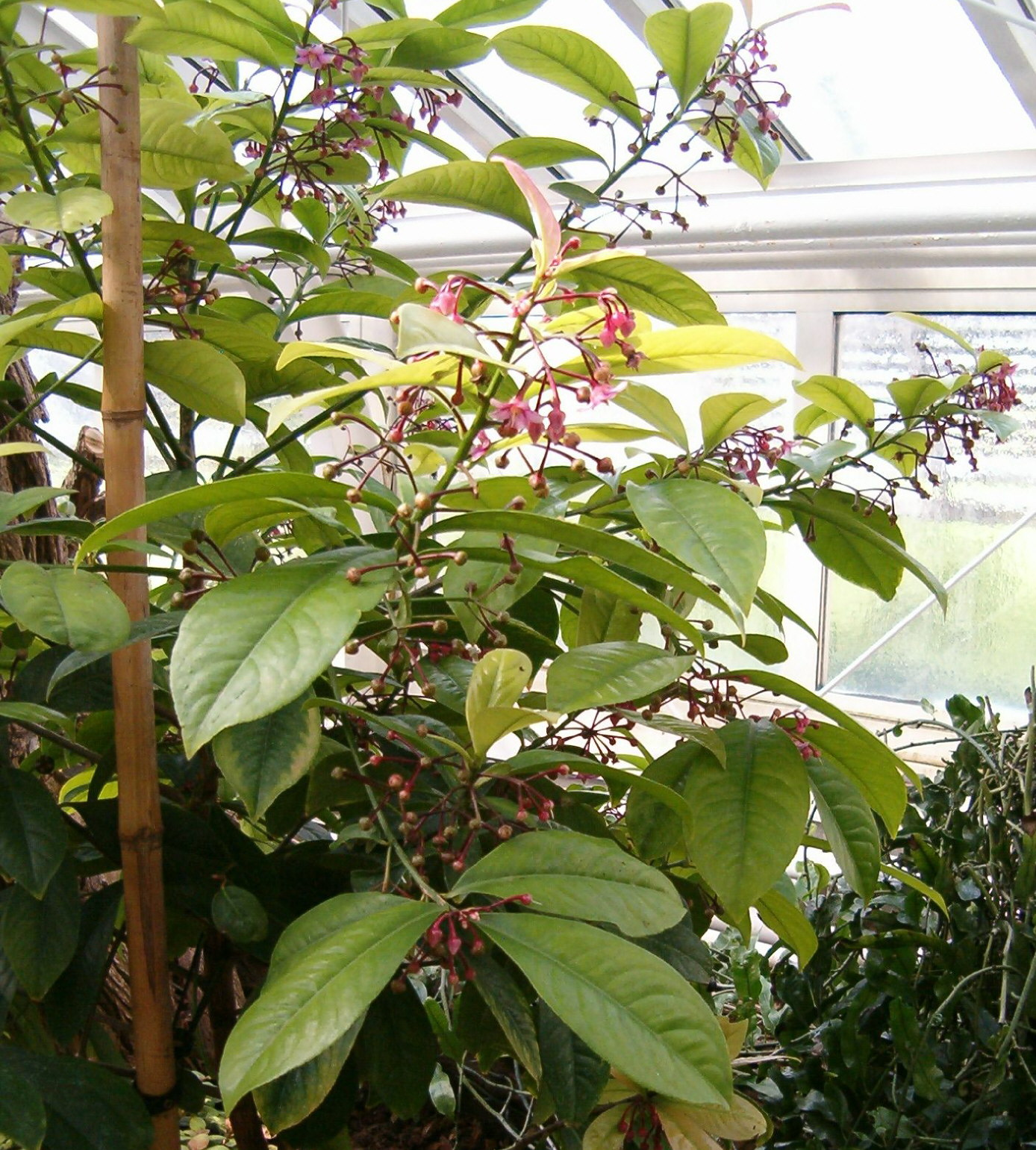
Habitus, Laubblätter, Blüten und Früchte

### Erscheinungsbild und Blatt
Ardisia solanacea wächst als bis zu 3 Meter hoher Strauch oder gelegentlich als 4,5 bis zu 6 Meter hoher Baum. Die oberirdischen Pflanzenteile sind kahl. Die Rinde der deutlich kantigen Zweige ist rötlich gefärbt.
Die wechselständig bis scheinwirtelig angeordneten Laubblätter sind in Blattstiel und Blattspreite gegliedert. Der rinnige Blattstiel ist 1 bis 2 Zentimeter lang. Die pergamentartigen, einfachen Blattspreiten sind bei einer Länge von 12 bis 20 Zentimetern und einer Breite von 4 bis 7 Zentimetern verkehrt-lanzettlich, verkehrt-eiförmig oder länglich-elliptisch mit keilförmiger oder spitzzulaufender Spreitenbasis und meist spitzem, manchmal kurz zugespitztem oder stumpfem oberen Ende. Der glatte Blattrand ist schwach nach unten eingerollt. Auf jeder Seite der Mittelader befinden sich etwa 20 Seitenadern, die auf beiden Blattseiten erhaben sind; es ist keine am Rand entlang laufender Blattader vorhanden. Netzaderung ist undeutlich erkennbar. Die Blattoberseite ist nicht deutlich schwarz punktiert, auf der -unterseite länglich punktiert und nach dem Trocknen durchscheinend punktiert.

### Blütenstand, Blüte und Frucht
In China reicht die Blütezeit von Februar bis März. An der Basis der jungen Zweige stehen seitenständig die 3 bis 8 cm langen, rispigen Gesamtblütenstände, die aus traubigen oder selten schirmtraubigen Teilblütenständen bestehen. Der Blütenstiel ist 1 bis 3 Zentimeter lang.
Die zwittrigen, ledrigen Blüten sind radiärsymmetrisch und meist fünfzählig mit doppelter Blütenhülle. Die fünf freien, dicht schwarz drüsig punktierten Kelchblätter sind bei einer Länge von 2 bis 4 Millimetern breit ei- bis nierenförmig mit schwach geöhrter Basis, glatten bis gekerbten, bewimperten Rand und gerundetem oberen Ende. Die fünf hell malven- bis rosafarbenen Kronblätter sind nur an ihrer Basis verwachsen. Die fünf zerstreut drüsig punktierten, ganzrandigen Kronlappen sind bei einer Länge von etwa 9 Millimetern meist breit eiförmig mit stumpfem oder spitzem oberen Ende und glatten, durchscheinenden Rand, selten eiförmig-elliptisch oder länglich-elliptisch sowie asymmetrisch. Ist nur der innere Kreis mit fünf Staubblättern vorhanden; sie sind fast so lang wie die Kronblätter. Die mit den Kronblättern verwachsenen Staubfäden besitzen nur ein Viertel der Länge der Staubbeutel. Sie linealisch-lanzettlichen Staubbeutel sind an ihrer Basis dicht drüsig punktiert, enden spitz und öffnen sich mit einem Längsschlitz. Der Stempel ist fast so lang wie die Kronblätter. Der oberständige, kugelige Fruchtknoten ist dicht drüsig punktiert und enthält in mehreren Reihen viele Samenanlagen.
Die dicht drüsig punktierten, zunächst rosafarbenen, bei Reife purpurrot bis fast schwarz färbenden, einsamigen Steinfrüchte sind bei einer Länge von etwa 8 Millimetern sowie einem Durchmesser von meist 7 bis 9, selten bis zu 11 Millimetern abgeflacht. Der Saft der Früchte ist violett und das „Fruchtfleisch“ weiß. In China reifen die Früchte zwischen August und November.

### Chromosomensatz
Die Chromosomengrundzahl beträgt x = 23; es liegt Diploidie vor, also 2n = 46.

## Verbreitung
Das natürliche Verbreitungsgebiet von Ardisia solanacea reicht von Sri Lanka, über Indien sowie Nepal bis Singapur und die chinesischen Provinzen südwestliches Guangxi, südliches sowie südöstliches Yunnan. Sie wird vielen in tropischen Ländern (beispielsweise Hawaii) kultiviert. Ardisia solanacea ist in einigen tropischen Ländern ein Neophyt.